# Binali Yıldırım
Pour les articles homonymes, voir Yıldırım (homonymie).
Binali Yıldırım (prononcé [bi.na.li jɯɫ.dɯ.'ɾɯm]), né le 20 décembre 1955 à Refahiye, est un homme d'État turc membre du Parti de la justice et du développement (AKP). Il est président de l'AKP du 22 mai 2016 au 21 mai 2017, Premier ministre de Turquie du 24 mai 2016 au 9 juillet 2018 puis président de la Grande Assemblée nationale de Turquie du 12 juillet 2018 au 18 février 2019.
Président du conseil d'administration d'une compagnie maritime, il est élu député à la Grande Assemblée nationale de Turquie sous les couleurs de l'AKP, à l'issue des élections législatives de 2002, largement remportées par son parti.
Il est nommé ministre des Transports dans le gouvernement d'Abdullah Gül et conserve ce portefeuille stratégique dans le cabinet dirigé par Recep Tayyip Erdoğan, fondateur et dirigeant de l'AKP dont il est l'un des plus fidèles. Comme ministre des Transports, il est le responsable des grands projets d'aménagement des infrastructures décidés par le Premier ministre comme l'expansion des aéroports et des lignes à grande vitesse.
À l'exception des périodes pré-électorales, il conserve cette responsabilité jusqu'en 2013, quand un scandale de corruption le contraint à se retirer. Il est cependant rappelé après les élections de 2015 par Ahmet Davutoğlu. En 2016, ce dernier annonce le 5 mai son retrait de la présidence de l'AKP et de son poste de Premier ministre à la suite de désaccords avec le président. Lors de sa démission effective le 22 mai, le président Erdoğan choisit alors Yıldırım comme nouveau chef de l'exécutif.
En 2017, l'adoption par référendum d'une importante réforme constitutionnelle visant à faire évoluer le pays vers un régime présidentiel doit aboutir à l'abolition du poste de Premier ministre après les élections législatives anticipées de 2018 organisées avec l'élection présidentielle dans le cadre d'élections générales. L'application de cette disposition constitutionnelle intervient le 9 juillet 2018.

## Biographie

### Famille
Né le 20 décembre 1955, à Refahiye dans la province d'Erzincan en Turquie, Binali Yıldırım est le benjamin d'une famille de sept enfants. Il passe son enfance dans un village nommé Kayı, en hommage à la tribu Kayı dont est issue la dynastie ottomane. Son père, Dursun Yıldırım, fermier, l'envoie à Istanbul après l'école élémentaire décelant en lui un potentiel pour les études. Sa mère, Bahar Yıldırım, femme au foyer, est morte lorsqu'il avait 16 ans. 

### Formation et vie active
Yıldırım suit des études supérieures de génie maritime à l’université technique d’Istanbul (turc : İstanbul Teknik Üniversitesi ou İTÜ), puis de sécurité maritime et de protection environnementale à la World Maritime University de Malmö.
Il devient peu après directeur de la compagnie de ferries İstanbul Deniz Otobüsleri (İDO) qui assure des navettes entre des villes de la mer de Marmara et Istanbul, alors gouvernée par Recep Tayyip Erdoğan.

### Politique

#### Débuts
Il entre en politique en juin 2001 en aidant Erdoğan à fonder un parti islamiste conservateur modéré, l'AKP. Il se présente ensuite aux élections législatives du 3 novembre 2002 dans la première circonscription d'Istanbul et se trouve élu à la Grande Assemblée nationale.

#### Ministre des Transports
Le 18 novembre, Binali Yıldırım est nommé ministre des Transports et des Communications dans le gouvernement que forme Abdullah Gül. Il est confirmé dans cette fonction quand Recep Tayyip Erdoğan prend la direction du cabinet, l'année suivante.
Élu député d'Erzincan en 2007, puis de la deuxième circonscription d'Izmir en 2011, il est systématiquement maintenu à la tête de son ministère, rebaptisé « ministère des Transports, de la Mer et des Communications » en 2011. Au cours de chaque période pré-électorale et conformément à la Constitution turque, il est relevé de ses responsabilités.

#### Passage au second plan et conseiller d'Erdoğan
Il quitte le gouvernement au cours du remaniement ministériel orchestré le 25 décembre 2013 par Erdoğan et qui suit un important scandale de corruption. Aussitôt Erdoğan le nomme conseiller spécial à la présidence générale du Parti de la justice et du développement.
Il est alors approché par le Premier ministre pour postuler au poste de maire de la métropole d'Izmir aux élections locales du 30 mars 2014. Il obtient 947 108 voix, soit 35,9 % des suffrages exprimés. Il est devancé de 900 000 bulletins par le sortant social-démocrate Aziz Kocaoğlu. En juillet suivant, Erdoğan est élu président de la République et conserve Yıldırım comme conseiller officieux, puisque sa nomination officielle le contraindrait à renoncer à son mandat parlementaire.
En vertu des statuts de l'AKP, il n'est pas éligible aux élections législatives de juin 2015. Après ce scrutin, qui ne dégage aucune majorité, il est formellement nommé conseiller spécial du chef de l'État.
Un nouveau scrutin étant convoqué en novembre, il postule à nouveau dans la deuxième circonscription d'Izmir, retrouve un mandat parlementaire, puis son poste de ministre des Transports dans le troisième gouvernement d'Ahmet Davutoğlu.

#### Premier ministre (2016-2018)
Après la démission d'Ahmet Davutoğlu, sur fond de désaccord avec le chef de l'État, il est désigné candidat unique à la présidence du Parti de la justice et du développement (AKP) à l'occasion du congrès extraordinaire qui se tient le 22 mai 2016,,,. Finalement, il est élu à l'unanimité comme le nouveau président général du parti et est chargé de former un nouveau gouvernement. 
Le 24 mai 2016, il prend ses fonctions de Premier ministre et présente son gouvernement. Ami de longue date de Recep Tayyip Erdoğan, il défend ouvertement le projet de présidentialisation de la Turquie avec le remplacement de la Constitution de 1982, et assure qu'il mettra tout en œuvre pour lutter contre le terrorisme en se référant à l'organisation État islamique et plus particulièrement au Parti des travailleurs du Kurdistan.
Le 29 mai 2016 , son gouvernement remporte le vote de confiance par 315 voix pour et 138 voix contre.
Les 15 et 16 juillet 2016, il est visé, avec le président Recep Tayyip Erdoğan, par une tentative de coup d'État, qui échoue. L'un de ses principaux conseillers est arrêté en juin 2017 avec son épouse, soupçonné d'avoir soutenu le réseau du prédicateur Fethullah Gülen.
Le 21 mai 2017, Erdoğan lui succède à tête du parti.

#### Président de la Grande Assemblée nationale
Le 7 juillet 2018, après les élections législatives turques de 2018, il est choisi comme candidat de l'AKP à la présidence de la Grande Assemblée nationale de Turquie. Il est élu le 12 juillet. Il annonce qu'il va démissionner de son poste de président de l'Assemblée le 18 février 2019 pour se présenter comme candidat aux élections municipales d'Istanbul qui ont lieu le 31 mars,. Il est finalement battu par le candidat du CHP.

### Vie privée
Il est marié à Semiha Yıldırım, institutrice retraitée, et est père de trois enfants : deux fils, Erkan et Ahmet Yıldırım, et une fille, Büşra Köylübay,. Sa famille serait à la tête de 17 entreprises et posséderait au total 28 bateaux et 2 yachts, selon le quotidien turc Cumhuriyet,. Plus de 140 millions d'euros seraient détenus dans des paradis fiscaux selon des documents révélés par le Malta Files. 
Selon sa biographie officielle, il parle couramment l'anglais et le français.